# Slime Language 2
Slime Language 2 è la seconda compilation dell'etichetta discografica statunitense YSL Records distribuita da 300 Entertainment il 16 aprile 2021.

## Descrizione
La compilation vede la partecipazione del fondatore dell'etichetta Young Thug  e di Gunna, la maggior parte dei membri della YSL e di altri artisti rap e trap tra cui Drake, Travis Scott, Lil Baby, Lil Uzi Vert, Lil Keed, Nav, Future e Skepta. Slime Language 2 è il sequel dell'album Slime Language (2018).
Il 23 aprile l'etichetta ha pubblicato la versione deluxe dell'album.

## Singoli
Il primo estratto dall'album è Take it to Trial di Young Thug e Gunna in collaborazione con Yak Gotti, pubblicato il 18 dicembre 2020. Il secondo singolo è GFU di Yak Gotti e Sheck Wes con la partecipazione di Yung Kayo pubblicato il 29 gennaio 2021, mentre il 12 febbraio è stato rilasciato l'ultimo singolo estratto intitolato That Go! di Young Thug e Meek Mill featuring T-Shyne.

## Tracce
Tutti i brani sono accreditati a Young Stoner Life. Le tracce 1-8, 13, 16, 19, 22-27 e 30-31 sono con Young Thug. Le tracce 1-4, 6, 14, 16, 24 e 28 sono con Gunna.
1. Slatty (feat. Yak Gotti e Lil Duke) – 4:50
2. Ski – 2:32
3. Diamonds Dancing (feat. Travis Scott) – 4:02
4. Solid (feat. Drake) – 3:35
5. Came and Saw (feat. Rowdy Rebel) – 2:54
6. Paid the Fine (feat. Lil Baby e YTB Trench) – 3:21
7. Proud of You (feat. Lil Uzi Vert e Yung Kayo) – 3:31
8. Real (feat. Unfoonk) – 3:13
9. I Like (feat. Karlae e Coi Leray) – 3:09
10. Warrior (feat. T-Shyne, Lil Keed e Big Sean) – 3:38
11. Pots N Pans (feat. Lil Duke e Nav) – 3:13
12. WokStar (feat. Strick e Skepta) – 3:01
13. Superstar (feat. Future) – 2:29
14. Came Out (feat. Lil Keed) – 3:11
15. Really Be Slime (feat. YNW Melly, BSlime e FN Da Dealer) – 3:03
16. Take It to Trial (feat. Yak Gotti) – 2:50
17. Trance (feat. Karlae e Yung Bleu) – 3:16
18. GFU (con Yak Gotti e Sheck Wes feat. Yung Kayo) – 2:45
19. Moon Man (feat. Strick e Kid Cudi) – 3:20
20. Cómo te Llama (feat. HiDoraah) – 4:01
21. Reckless (feat. Dolly White) – 1:32
22. That Go! (con Meek Mill feat. T-Shyne) – 3:45
23. My City (feat. YTB Trench) (Remix) – 3:51

Tracce bonus nell'edizione deluxe
1. Slam the Door – 3:08
2. Litty (feat. DaBaby) – 3:36
3. No Surprise (feat. Don Toliver e BSlime) – 3:45
4. Mil In Vegas (feat. Nav) – 2:51
5. Explosion (feat. Yak Gotti e FN Da Dealer) – 2:34
6. Yessirskii (feat. Mego) – 1:28
7. Mack Truck (feat. Jim Jones) – 2:05
8. Mob Ties (feat. Unfoonk, 24Heavy, Future e YTB Trench) (Remix) – 3:23

## Successo commerciale
Il 26 aprile 2021 l'album ha debuttato alla prima posizione della Billboard 200 vendendo in una settimana 113 000 copie negli Stati Uniti.

## Classifiche
| Classifica (2021) | Posizione massima |
| ----------------- | ----------------- |
| Austria           | 9                 |
| Belgio (Fiandre)  | 19                |
| Belgio (Vallonia) | 49                |
| Canada            | 2                 |
| Danimarca         | 13                |
| Francia           | 40                |
| Germania          | 31                |
| Irlanda           | 2                 |
| Italia            | 45                |
| Lituania          | 10                |
| Norvegia          | 4                 |
| Nuova Zelanda     | 14                |
| Stati Uniti       | 1                 |
| Svezia            | 58                |
| Svizzera          | 10                |

## Date di pubblicazione
| Paese | Data               | Formato                      | Edizione | Nota                 |
| ----- | ------------------ | ---------------------------- | -------- | -------------------- |
| Mondo | 16 aprile 2021     | Download digitale, streaming | Standard | [ 21 ]               |
| Mondo | 23 aprile 2021     | Download digitale, streaming | Deluxe   | [ 22 ]               |
| Mondo | Maggio-giugno 2021 | CD, LP, audiocassetta        | Standard | [ 23 ] [ 24 ] [ 25 ] |